# Kim Eun-sook
Kim Eun-sook (Gangneung, 1973) è una sceneggiatrice sudcoreana.

## Filmografia

### Cinema
- Baekmanjangja-ui cheotsarang (백만장자의 첫사랑?), regia di Kim Tae-kyun (2006)
- Saranghanikka, gwaenchanha (사랑하니까, 괜찮아?), regia di Kwak Ji-gyoon (2006)

### Televisione
- Tae-yang-ui namjjok (태양의 남쪽?) – serie TV (2003)
- Pari-ui yeon-in (파리의 연인?) – serie TV (2004)
- Peuraha-ui yeon-in (프라하의 연인?) – serie TV (2005)
- Yeon-in (연인?) – serie TV (2006-2007)
- On Air (온에어?, On e-eoLR) – serie TV (2008)
- City Hall (시티홀?, SitiholLR) – serie TV (2009)
- Secret Garden (시크릿 가든?) – serie TV (2010-2011)
- Sinsa-ui pumgyeok (신사의 품격?) – serie TV (2012)
- Sangsokjadeul (상속자들?) – serie TV (2013)
- Tae-yang-ui hu-ye (태양의 후예?) – serie TV (2016)
- Dokkaebi (도깨비?) – serie TV (2016-2017)

## Riconoscimenti
| Anno | Premio                           | Categoria                                                | Opera nominata    | Risultato       |
| ---- | -------------------------------- | -------------------------------------------------------- | ----------------- | --------------- |
| 2005 | Baeksang Arts Awards             | Miglior sceneggiatura (TV)                               | Pari-ui yeon-in   | Vincitore/trice |
| 2009 | Baeksang Arts Awards             | Miglior sceneggiatura (TV)                               | On Air            | Candidato/a     |
| 2011 | Baeksang Arts Awards             | Miglior sceneggiatura (TV)                               | Secret Garden     | Vincitore/trice |
| 2011 | Seoul International Drama Awards | Eccezionale sceneggiatore coreano                        | Secret Garden     | Vincitore/trice |
| 2011 | Korea Drama Awards               | Miglior sceneggiatore                                    | Secret Garden     | Vincitore/trice |
| 2011 | Korea Content Awards             | Premio del Primo Ministro nel settore della trasmissione | Secret Garden     | Vincitore/trice |
| 2012 | SBS Drama Awards                 | Premio alla carriera                                     | Sinsa-ui pumgyeok | Vincitore/trice |
| 2014 | Asia Rainbow TV Awards           | Sceneggiature eccezionale                                | Sangsokjadeul     | Vincitore/trice |
| 2016 | Baeksang Arts Awards             | Miglior sceneggiatore (TV)                               | Tae-yang-ui hu-ye | Candidato/a     |
| 2016 | Korea Drama Awards               | Miglior sceneggiatore di drama                           | Tae-yang-ui hu-ye | Candidato/a     |